# Ц
Ц, ц (Tse) é uma letra do alfabeto cirílico, a 23ª do alfabeto russo, e acredita-se que tenha derivado da letra hebraica צ (Tsadi), equivalente ao ص (Tsad) do árabe, através da letra tsi do alfabeto glagolítico: .
Representa o fonema consonantal /ʦ/, uma africada alveolar surda, como o som dos dois z em pizza ou o ts na palavra inglesa cats.

## Uso no russo
No russo, é utilizado tanto em palavras nativas eslavas quanto em empréstimos: como um equivalente para o C latino, em palavras de origem latinas, como цирк (tsirk, "circo"), центр (tsentr, "centro"); e substituir o Z em palavras emprestadas do alemão, como плац (Plats, "praça"), цинк (tsink, "zinco").
Palavras russas que comecem com ц, como царь (tsar, "czar"), são raras, e quase nunca possuem origem eslava.
Uma regra notável na ortografia russa é a de que o ц raramente é seguido por ы (yeri), com a exceção das palavras com a terminação -ы no plural (танец–танцы) e em algumas declinações (девица–девицы). As poucas palavras com цы no meio ou no início de palavras são ensinadas para as crianças nas escolas: цыган, цыкать, цыпленок, цыпочки, цып-цып, цыц. Também existem grafias obsoletas, em textos antigos, como цынга (цинга), цыновка (циновка), панцырь (панцирь) etc.